# Alissa Freindlich
Pour les articles homonymes, voir Alissa (homonymie).
Alissa Brunovna Freindlich (ou Freundlich) (russe : Алиса Фрейндлих), née le 8 décembre 1934 à Léningrad, est une actrice soviétique et russe,.

## Biographie
Alissa est la fille de l'acteur Bruno Freindlich (1909-2002) - Russe allemand - lauréat du prix Staline, et de son épouse, née Ksenia Fiodorovna Fiodorova (-1971), originaire de Pskov. Ses parents divorcent à l'aube de la Grande Guerre patriotique. Son père se retrouve évacué avec la troupe de son théâtre à Berezniki dans le kraï de Perm, alors qu'Alissa reste à Leningrad avec la mère et la grand-mère. Elles survivront toutes les trois au siège de la ville. Alissa est inscrite à l'école no 239, mais l'activité scolaire est réduite aux simples réunions d'élèves et enseignants qui discutent de leur situation.
Après la guerre, sa mère amène Alissa à Tallin, d'où elles ne rentrent qu'en 1948. Alissa retrouve son école no 239. Elle fréquente en son sein le studio d'art dramatique dirigé par Maria Prizvan-Sokolova, l'élève de Gueorgui Tovstonogov. Prizvan-Sokolova décèle son talent et l'aide à préparer le concours de l'Institut d'études théâtrales Alexandre Ostrovski. Freindlich est admise dans la classe de Boris Zon (ru) en 1953. Alors qu'elle est encore étudiante, on lui confie de petits rôles au cinéma, dans Neokonchennaya povest (1955) de Fridrikh Ermler et Don, mécènes et adorateurs (1956) d'Andreï Apsolon (ru). Diplômée en 1957, elle devient actrice du Théâtre dramatique Vera Komissarjevskaïa, puis elle travaille plus de vingt ans au théâtre Lensovet et, dès 1983 — au Théâtre Tovstonogov, tout en continuant de tourner au cinéma.

## Filmographie partielle
- 1965 : Les Aventures d'un dentiste (Похождения зубного врача)  de Elem Klimov : Macha
- 1968 : Aimer (Любить...) de Mikhaïl Kalik et Inna Toumanian : Ania
- 1974 : Un chapeau de paille (Соломенная шляпка) de Leonid Kvinikhidze : baronne de Champigny
- 1975 : Raspoutine, l'agonie (Агония) d'Elem Klimov : Anna Vyroubova
- 1976 : La Princesse au petit pois (Принцесса на горошине) de Boris Rytsarev : reine
- 1977 : Romance de bureau (Служебный роман) de Eldar Riazanov : Loudmila Kalouguina
- 1978 : D'Artagnan et les Trois Mousquetaires de Gueorgui Jungwald-Khilkevitch : Anne d'Autriche
- 1979 : Stalker d'Andreï Tarkovski : femme de Stalker
- 1984 : Romance cruelle (Жестокий романс) de Eldar Riazanov : Kharita Ogoudalova, veuve
- 1994 : Katia Ismailova (Подмосковные вечера) de Valeri Todorovski : Irina Dmitrievna
- 2009 : Une pièce et demie (Полторы комнаты, или Сентиментальное путешествие на родину) de Andreï Khrjanovski où elle joue le rôle de la mère du poète russe Joseph Brodsky
- 2017 : Bolchoï ( Большой) de Valeri Todorovski :Beleckaya
- 2017 : La carpe décongelée (ru) (Карп отмороженный) de Vladimir Kotte: Ludmila

## Prix et distinctions
- Actrice de l'année par la revue Sovetski ekran : 1978
- Artiste du peuple de l'URSS : 1981
- Ordre du Drapeau rouge du Travail : 1986
- Nika du second rôle féminin pour le film Podmoskovnye vechera (Подмосковные вечера) de Valery Todorovsky : 1994
- Ordre de l'Amitié : 1994
- Prix d'État de la fédération de Russie : 1995
- Ordre du Mérite pour la Patrie de la IVe classe : 2004
- Nika de la meilleure interprétation féminine pour le rôle dans Na Verkhney Maslovke (На Верхней Масловке) de Konstantin Khudyakov : 2005
- Masque d'or de la meilleure interprétation féminine pour le spectacle Oscar et la Dame rose (Théâtre Lensoviet)
- Prix d'État de la fédération de Russie : 2007
- Prix du meilleur rôle féminin pour son rôle dans Une pièce et demie lors de la 18e édition du Festival du cinéma russe à Honfleur[5].
- Ordre de l'Honneur : 2014
- 31e cérémonie des Nika : Nika de la meilleure actrice dans un second rôle pour Bolchoï.